# زمین تمرین (فوتبال)
زمین تمرین منطقه‌ای است که تیم‌های حرفه‌ای فوتبال در آن برای مسابقات آماده می‌شوند و فعالیت‌هایی که عمدتاً بر مهارت‌ها و تناسب اندام متمرکز است. آنها همچنین گاهی اوقات بخشی از سیستم جوانان یک باشگاه را تشکیل می‌دهند، زیرا باشگاه‌ها داشتن امکانات خوب برای کمک به رشد بازیکنان جوان را مهم می‌دانند.
زمین‌های تمرین معمولاً جدا از ورزشگاه یک تیم هستند، زیرا باشگاه‌ها از امکانات استفاده می‌کنند تا از استفاده بیش از حد از زمین ورزشگاه جلوگیری کنند. با این حال، تیم‌ها معمولاً در روز قبل از بازی خارج از خانه اروپایی، در داخل ورزشگاه تیم مقابل تمرین می‌کنند، هم به نفع رسانه‌ها و هم برای آشنایی با سطح.

## حوادث زمین تمرین
چندین اتفاق مهم در زمین‌های تمرینی رخ داده‌است که در آن بازیکنان در اختلافات بین هم تیمی‌ها مجروح شده‌اند. جوی بارتون در ۱ ژوئیه ۲۰۰۸ به دلیل حمله به هم تیمی عثمان دابو در زمین تمرین منچستر سیتی به حبس تعلیقی محکوم شد و اندی کارول در یک دعوا فک هم تیمی استیون تیلور را شکست.

## نگارخانه

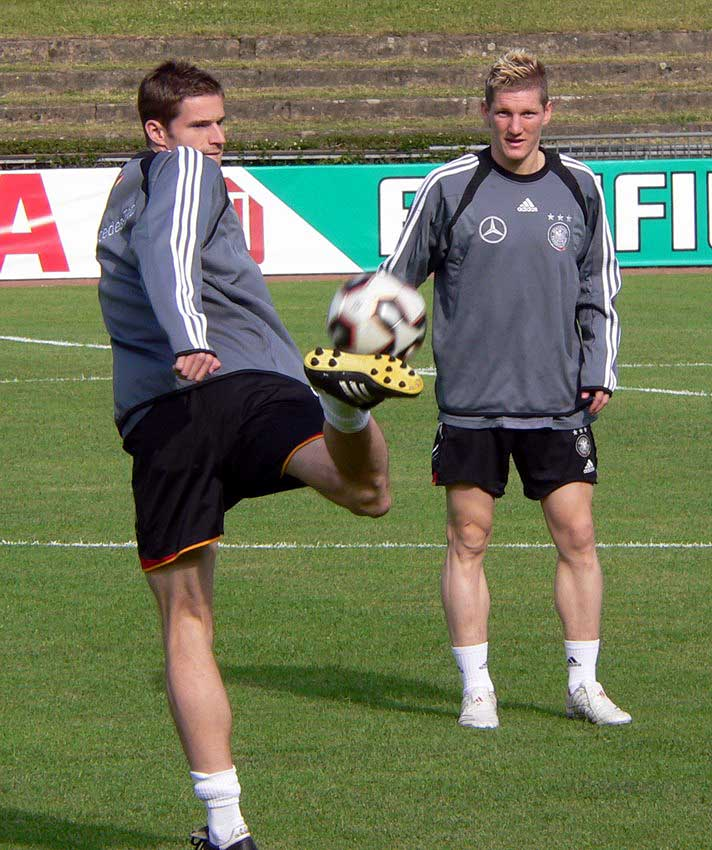
تمرین بازیکنان آلمان آرنه فردریش و باستین شوایناشتایگر، ۲۰۰۵
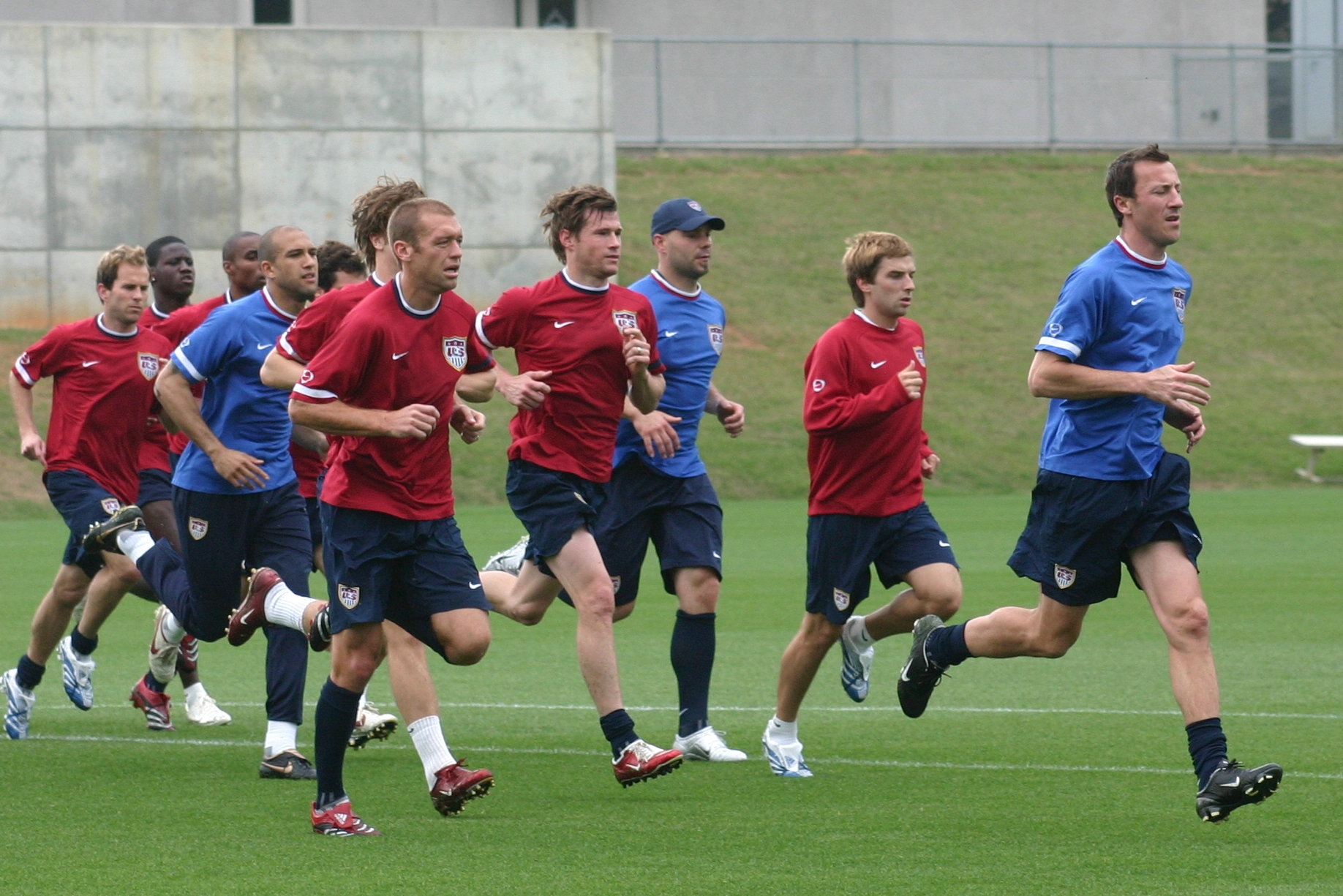
تمرین بازیکنان ایالات متحده در جام جهانی ۲۰۰۶.
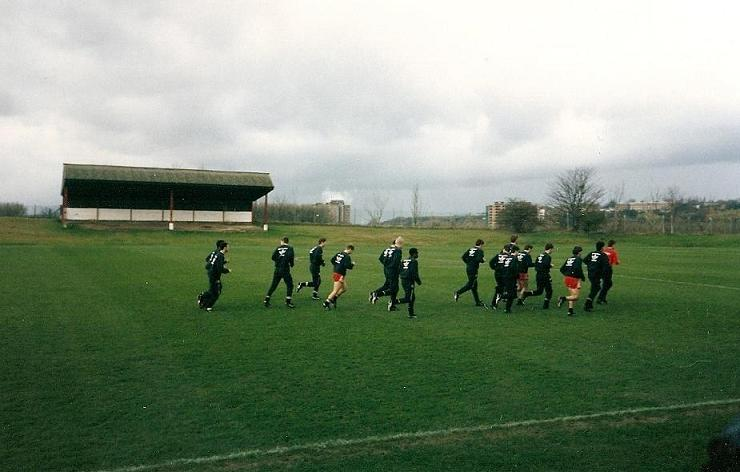
تمرین بازیکنان منچستر یونایتد در کلیف، ۱۹۹۲
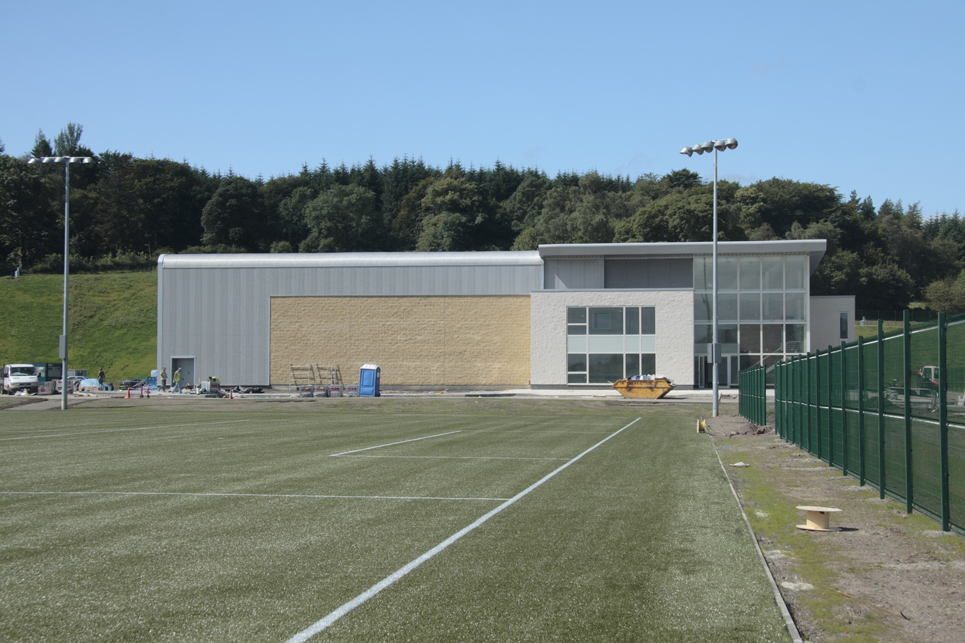
لنوکستاون، زمین تمرین سلتیک.